# Lijst van afleveringen van The Young Indiana Jones Chronicles
Dit is een lijst met afleveringen van The Young Indiana Jones Chronicles. De serie bestaat uit twee seizoenen, met in totaal 28 afleveringen waarvan er vier niet zijn uitgezonden. Nadat de serie werd beëindigd, werden er vier televisiefilms gemaakt als poging de serie nieuw leven in te blazen. 

## Overzicht
| Seizoen  | Aantal afleveringen     | Uitgezonden                      |  |
| -------- | ----------------------- | -------------------------------- |  |
| 1        | 6                       | 4 maart 1992 – 8 april 1992      |  |
| 2        | 18 + 4 niet uitgezonden | 21 september 1992 – 24 juli 1993 |  |
| Tv-films | 4                       | 15 oktober 1994 – 16 juni 1996   |  |

## Afleveringen

### Seizoen 1 (1992)
| Nr. | Aflevering | Titel                                           | Regisseur                  | Schrijver                                          | Uitzenddatum  |  |
| --- | ---------- | ----------------------------------------------- | -------------------------- | -------------------------------------------------- | ------------- |  |
| 1   | 1          | Young Indiana Jones and the Curse of the Jackal | Jim O'Brien & Carl Schultz | Verhaal: George Lucas Script: Jonathan Hales       | 4 maart 1992  |  |
| 2   | 2          | London, May 1916                                | Carl Schultz               | Verhaal: George Lucas Script: Rosemary Anne Sisson | 11 maart 1992 |  |
| 3   | 3          | British East Africa, September 1909             | Carl Schultz               | Verhaal: George Lucas Script: Matthew Jacobs       | 18 maart 1992 |  |
| 4   | 4          | Verdun, September 1916                          | Rene Manzor                | Verhaal: George Lucas Script: Jonathan Hensleigh   | 25 maart 1992 |  |
| 5   | 5          | German East Africa, December 1916               | Simon Wincer               | Verhaal: George Lucas Script: Frank Darabont       | 1 april 1992  |  |
| 6   | 6          | Congo, January 1917                             | Simon Wincer               | Verhaal: George Lucas Script: Frank Darabont       | 8 april 1992  |  |

### Seizoen 2 (1992-1993)
| Nr. | Aflevering | Titel                                             | Regisseur         | Schrijver                                          | Uitzenddatum      |  |
| --- | ---------- | ------------------------------------------------- | ----------------- | -------------------------------------------------- | ----------------- |  |
| 7   | 1          | Austria, 1917                                     | Vic Armstrong     | Verhaal: George Lucas Script: Frank Darabont       | 21 september 1992 |  |
| 8   | 2          | Somme, Early August 1916                          | Simon Wincer      | Verhaal: George Lucas Script: Jonathan Hensleigh   | 28 september 1992 |  |
| 9   | 3          | Germany, Mid-August 1916                          | Simon Wincer      | Verhaal: George Lucas Script: Jonathan Hensleigh   | 5 oktober 1992    |  |
| 10  | 4          | Barcelona, May 1917                               | Terry Jones       | Verhaal: George Lucas Script: Gavin Scott          | 12 oktober 1992   |  |
| 11  | 5          | Young Indiana Jones and the Mystery of the Blues  | Carl Schultz      | Jule Selbo                                         | 13 maart 1993     |  |
| 12  | 6          | Princeton, February 1916                          | Joe Johnston      | Matthew Jacobs                                     | 20 maart 1993     |  |
| 13  | 7          | Petrograd, July 1917                              | Simon Wincer      | Verhaal: George Lucas Script: Gavin Scott          | 27 maart 1993     |  |
| 14  | 8          | Young Indiana Jones and the Scandal of 1920       | Syd Macartney     | Jonathan Hales                                     | 3 april 1993      |  |
| 15  | 9          | Vienna, November 1908                             | Bille August      | Verhaal: George Lucas Script: Matthew Jacobs       | 10 april 1993     |  |
| 16  | 10         | Northern Italy, June 1918                         | Bille August      | Jonathan Hales                                     | 17 april 1993     |  |
| 17  | 11         | Young Indiana Jones and the Phantom Train of Doom | Peter MacDonald   | Frank Darabont                                     | 5 juni 1993       |  |
| 18  | 12         | Ireland, April 1916                               | Gillies MacKinnon | Jonathan Hales                                     | 12 juni 1993      |  |
| 19  | 13         | Paris, September 1908                             | René Manzor       | Verhaal: George Lucas Script: Reg Gadney           | 19 juni 1993      |  |
| 20  | 14         | Peking, March 1910                                | Gavin Millar      | Verhaal: George Lucas Script: Rosemary Anne Sisson | 26 juni 1993      |  |
| 21  | 15         | Benares, January 1910                             | Deepa Mehta       | Verhaal: George Lucas Script: Jonathan Hensleigh   | 3 juli 1993       |  |
| 22  | 16         | Paris, October 1916                               | Nicolas Roeg      | Verhaal: George Lucas Script: Carrie Fisher        | 10 juli 1993      |  |
| 23  | 17         | Istanbul, September 1918                          | Mike Newell       | Rosemary Anne Sisson                               | 17 juli 1993      |  |
| 24  | 18         | Paris, May 1919                                   | David Hare        | Jonathan Hales                                     | 24 juli 1993      |  |
| 25  | 19         | Florence, May 1908                                | Mike Newell       | Jule Selbo                                         | niet uitgezonden  |  |
| 26  | 20         | Prague, August 1917                               | Robert Young      | Gavin Scott                                        | niet uitgezonden  |  |
| 27  | 21         | Palestin, October 1917                            | Simon Wincer      | Frank Darabont                                     | niet uitgezonden  |  |
| 28  | 22         | Transylvania, January 1918                        | Dick Maas         | Jonathan Hensleigh                                 | niet uitgezonden  |  |

### Tv-films (1994-1996)
| Nr. | Titel                                                     | Regisseur                     | Schrijver                                        | Uitzenddatum    |  |
| --- | --------------------------------------------------------- | ----------------------------- | ------------------------------------------------ | --------------- |  |
| 1   | Young Indiana Jones and the Hollywood Follies             | Michael Schultz               | Jonathan Hales & Matthew Jacobs                  | 15 oktober 1994 |  |
| 2   | Young Indiana Jones and the Treasure of the Peacock's Eye | Carl Schultz                  | Jule Selbo                                       | 15 januari 1994 |  |
| 3   | Young Indiana Jones and the Attack of the Hawkmen         | Ben Burtt                     | Matthew Jacobs, Rosemary Anne Sisson & Ben Burtt | 8 oktober 1995  |  |
| 4   | Young Indiana Jones: Travels with Father                  | Michael Schultz & Deepa Mehta | Frank Darabont, Matthew Jacobs & Jonathan Hales  | 16 juni 1996    |  |